# Pero incurvata
Pero incurvata là một loài bướm đêm trong họ Geometridae.